# Гаврилов, Александр Иванович (революционер)
Александр Иванович Гаврилов (1891—21 ноября 1919) — русский революционер, большевик, участник революционных событий и Гражданской войны, борец за власть Советов в Сибири, член Исполнительного комитета Крестьянской секции Всероссийского центрального исполнительного комитета РСФСР (ВЦИК), делегат II Всероссийского Съезда Советов и IV Всероссийского Чрезвычайного Съезда Советов. Зверски казнён колчаковской белой армией в 1919 году вместе с братом Василием.

## Биография

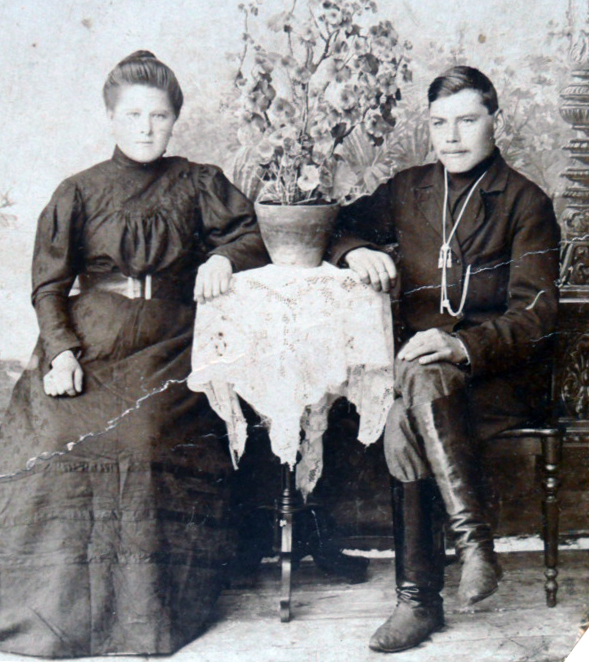
Супруги Александр и Александра Гавриловы, начало 1900-х

Александр Иванович Гаврилов родился в селе Новый Тартас,  Каинского уезда, Томской губернии в семье купца и старого питерского металлиста Ивана Степановича Гаврилова (1858 — 2 августа (15 августа) 1901, Новый Тартасc) и Гавриловой (Тихоновой) Секлетиньи Ивановны (1865—2 октября 1938 года). Семью отца Гаврилова за революционную деятельность отца сослали в Сибирь. В семье было шестеро детей: Прасковья (Самохвалова, 22 июля 1889 — 6 января 1975), Василий (1884—1919), Наталья (Пехман, ? — 2 февраля 1941), Александр, Анна (Фещенко, ? — 1982), Таисия (Селезнёва, 5 октября 1901 — ?). 
Александр получил средний ценз в образовании, сельской школе. По окончании школы занимался хозяйством.
Супруга: Александра Димитриева Гаврилова (дев. Шашова). Дети: Клавдия (23 октября (5 ноября) 1911 — 29 января 1988), Татьяна (3 января (16 января) 1914 — 11 декабря 2006), Мария. 
После революции 1905 года и крестьянского движения 1906 года увеличился приток ссыльных большевиков в Сибирь. При их содействии возникали на местах марксистские группы и кружки молодежи, перераставшие потом в партийные организации. Была организована подпольная организация и в селе Спасское Каинского уезда Усть-Тартасской волости Томской губернии, где Александр Гаврилов торговал в бакалейной лавке (на конспиративном адресе) многолавочного  кооператива, который состоял на паях всего общества и все ценности принадлежали этому кооперативу. Также А. И. Гаврилов был учеником в частной аптеке Блуштейна (Блауштейна).

## Политическая деятельность
После 1905 года из политссыльных большевиков возникает в селе Спасском подпольная организация. Среди участников — братья Александр и Василий Гавриловы, ставшие активными большевиками.
С 1913 года получил профессию рабочего. Переехал в город Каинск, где вёл пропагандистскую деятельность среди рабочих. Подвергаясь преследованию со стороны царской охранки, перебрался в Омск (работал слесарем в железнодорожных мастерских). Через четыре года стал металлистом-лекальщиком высокого разряда. После очередного освобождения менял место жительства, продолжая подпольную деятельность. Был слесарем кустарной мастерской в Каинске. Устраивался машинистом на купеческий маслозавод в селе Спасское. Под другой фамилией работал в депо станции Барабинск. Трудился и в Ташкенте. Революцию встретил на одном из уральских заводов.
Два раза привлекался к Следствию по политическим делам. Присоединился к партии социалистов-революционеров. Член I—го волостного Каинского совета депутатов и Томского губернского съезда Советов. 25 марта 1917 года, после единогласного избрания на съезде волостных представителей Каинского уезда, делегирован от волостного комитета на съезд крестьянских депутатов г. Омска.
Был отозван руководством для организации советской власти. Делегатом с Урала на II-ом Всероссийском Съезде Советов избран членом ВЦИК.
Делегирован в марте 1918 года с решающим голосом Советом Рабочих, крестьянских, солдатских, казачьих или батрацких, мусульманских Депутатов г. Ташкент, Сыр-Дарьинской области на IV Съезд Советов в Москве, являлся членом Исполнительного комитета Крестьянской  Секции ВЦИК на 15 апреля 1918 г. В Списке делегатов вместе с Кудрявцевым П. А. выступает от Ташкентского областного совета (Сыр-Дарьинская область). Комитет Туркестсовета возглавлял председатель Исполкомитета Жарков.

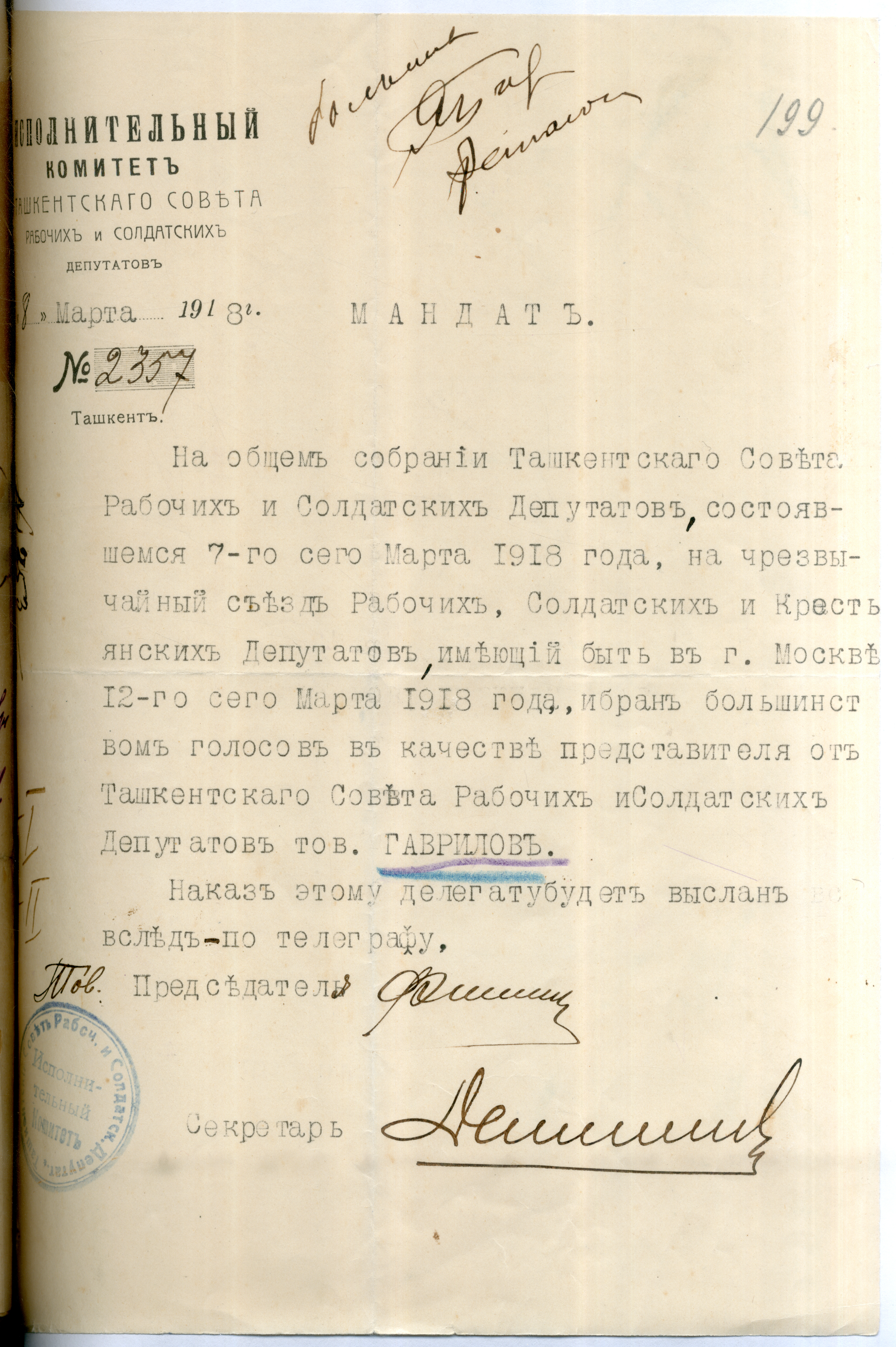
Мандат делегата IV Всероссийского Съезда Советов
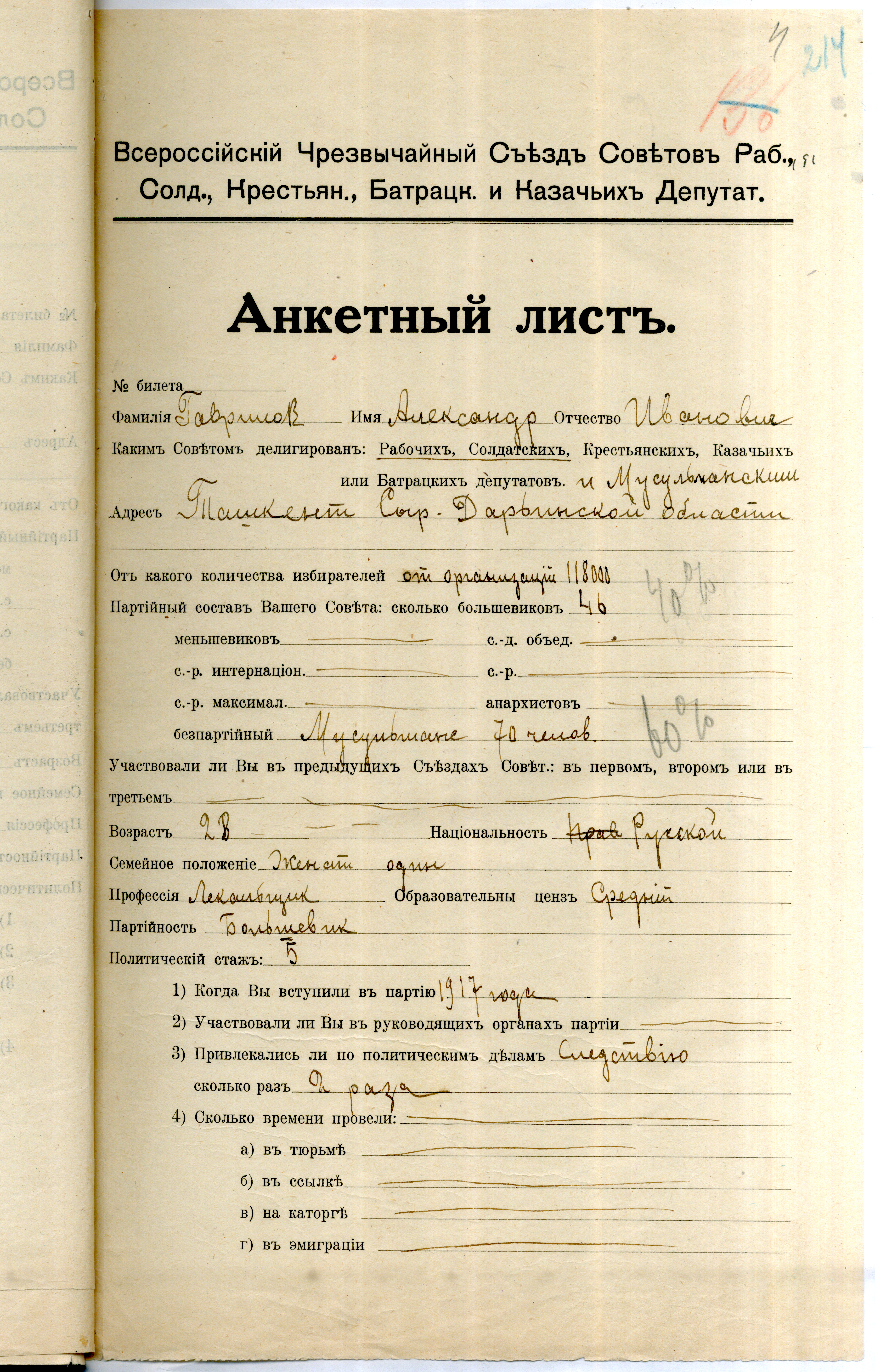
Анкетный лист делегата IV Всероссийского Съезда Советов
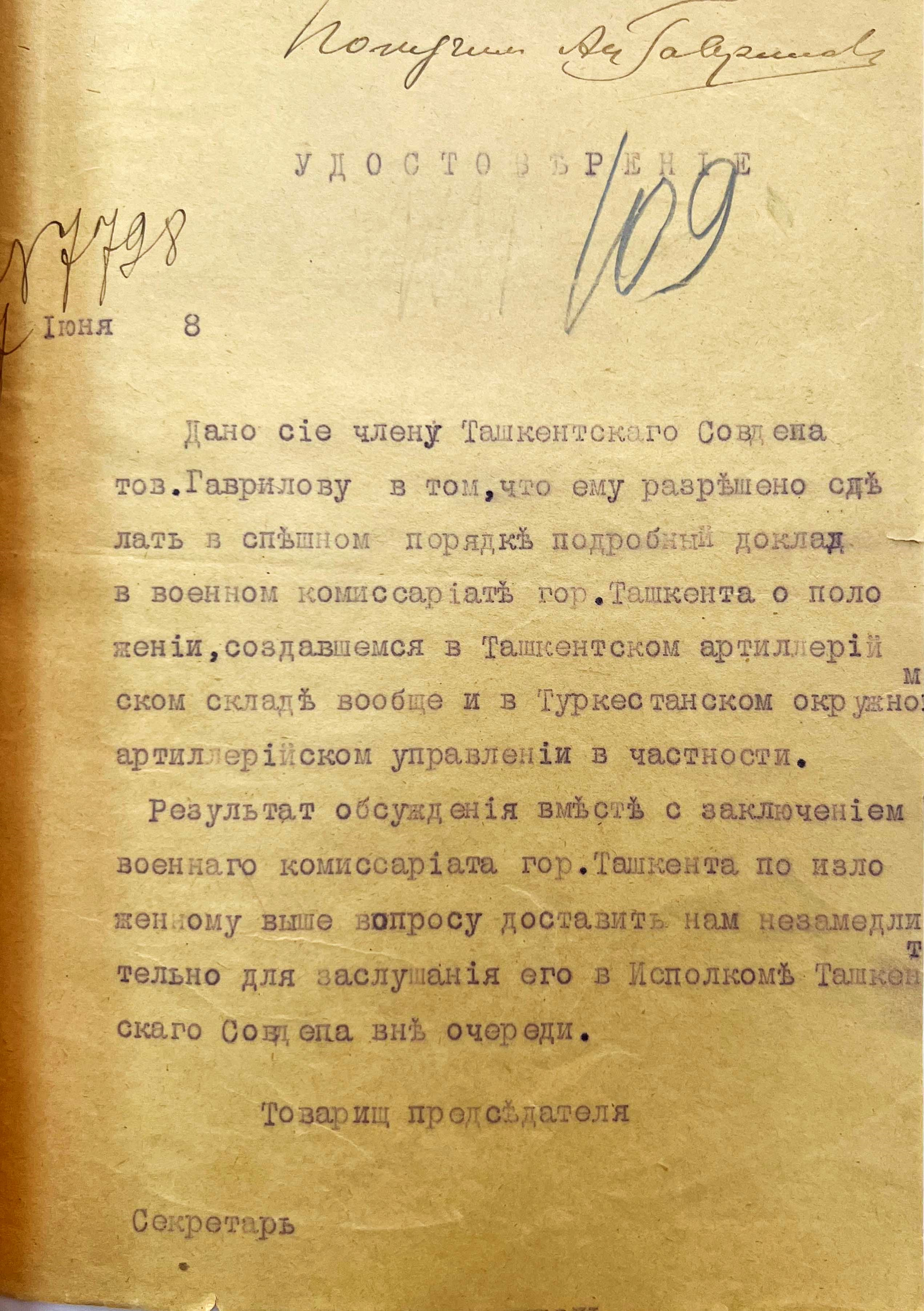
Удостоверение о докладе по Туркестнскому окружному артиллерийскому управлению

На Пятом Всероссийском съезде Советов (6-10 июля 1918 года) А. И. Гаврилов был избран членом ВЦИК РСФСР.
После встречи с Владимиром Ильичём Лениным, Александр Гаврилов как член крестьянской секции ВЦИК прибыл в Иркутск «для подпольной работы и борьбы с колчаковской реакцией». По заданию партии выехал в Омск налаживать работу Совдепов. Уезжал в Маньчжурию, вернулся в Иркутск, где колчаковской контрразведкой был арестован в конце 1918 года и тоже был привезен в Каинскую тюрьму, разделив участь своего брата.

Когда... скрывался в Иркутске его паспорт был Федотов Александр Иванович.
— Из письма младшей сестры Таисии Ивановны Селезнёвой (Гавриловой). 1969-й год
Этапирован в город Каинск 26 (?) июня 1919 года за один час до восстания. После провала восстания 24 июня, раненый в голову, посажен в одиночку в кандалах и без воды. 21 ноября 1919 года до общего расстрела выведен в числе 13-ти политзаключённых на расстрел на берег реки Омки. Вместо расстрела рубили шашками, спускали в прорубь, затем казнили на глазах у местных жителей. Каинск был взят Красной армией 1 декабря 1919 года. Тела погибших были извлечены бойцами-красноармейцами и преданы земле с воинскими почестями в д. Новый Тартас.

Объявление. 

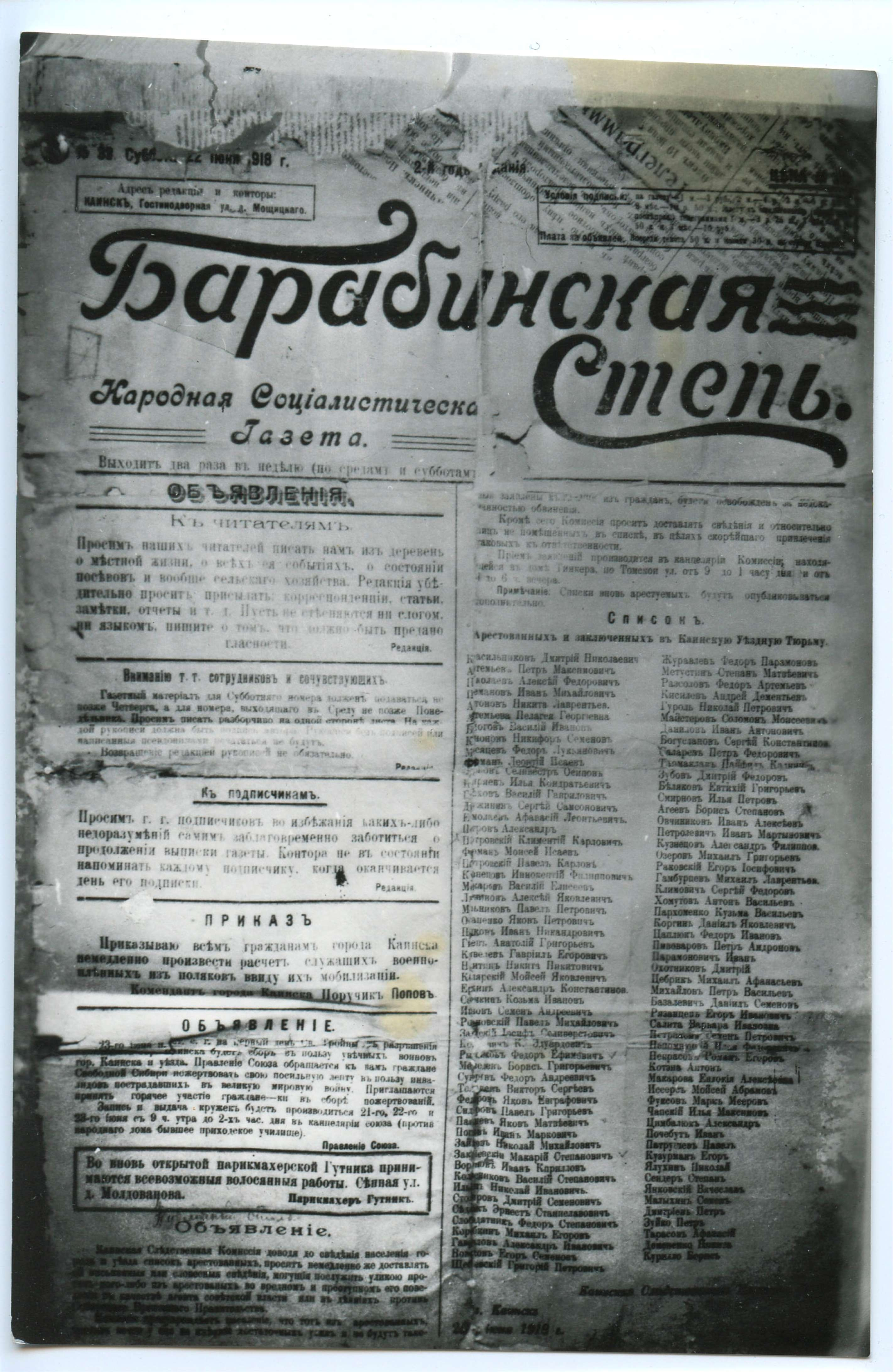
Список арестованных и заключённых в Каинскую уездную тюрьму в газете «Барабинская степь» №33, суббота, 22 июня 1918 года. Второй год издания. Народная Социалистическая газета

Каинская следственная комиссия доводя до сведения населения города и уезда список арестованных просит немедленно же доставлять ей письменные или словесные сведения, могущие послужить уликою против кого-либо из арестованных во вредном и преступном его поведении в качестве агента советской власти или деяниях против Сибирского временного правительства.
Комиссия предупреждает население, что тот из арестованных против кого у неё не имеется достаточных улик и не будут таковые заявлены кем либо из граждан, будет освобождён за недоказанностью обвинения.
Кроме сего комиссия просит доставлять сведения и относительно лиц, не помещённых в списке, в целях скорейшего привлечения таковых к ответственности.
Приём заявлений производится в канцелярии Комиссии … Примечание: Списки вновь арестуемых будут опубликовываться дополнительно.
Список арестованных и заключённых в Каинскую уездную тюрьму:

- Красильников Дмитрий Николаевич
- Артемьев Пётр Максимович
- Николаев Алексей Фёдорович
- Шеманов Иван Михайлович
- Антонов Никита Лаврентьев
- Артемьева Пелагея Георгиевна
- Бологов Василий Иванович
- Кононов Никифор Семёнов
- Месяцев Фёдор Лукьянович
- Фурман Леонтий Исаев
- Чернов Селивестр Осипов
- Ширяев Илья Кондратьевич
- Глухов Василий Гаврилович
- Дружинин Сергей Самсонович
- Ермолаев Афанасий Леонтьевич
- Петров Александр
- Петровский Климентий Карлович
- Фурман Моисей Исаевич
- Петровский Павел Карлович
- Кузнецов Иннокентий Филиппович
- Макаров Василий Елисеев
- Литвинов Алексей Яковлевич
- Мельников Павел Петрович
- Остапенко Яков Петрович
- Попоков Иван Никандрович
- Гилев Анатолий Григорьев
- Кривелев Гавриил Егорович
- Никитин Никита Никитович
- Котлярский Моисей Яковлевич
- Ерёхин Александр Константинов
- Савечкин Козьма Иванов
- Иванов Семён Андреевич
- Романовский Павел Михайлович
- Завадский Иосиф Селиверстович
- Кононович К. Эдуардович
- Рыжанков Фёдор Ефимович
- Медведев Борис Григорьевич
- Суворов Фёдор Андреевич
- Толкачев Виктор Сергеевич
- Фёдоров Яков Евграфович
- Сидоров Павел Григорьев
- Папшев Яков Матвеевич
- Попов Иван Маркович
- Зайцев Николай Михайлович
- Закриевский Макарий Степанович
- Воронов Иван Кириллов
- Колесников Василий Степанович
- Ильин Николай Иванович
- Столяров Дмитрий Семёнович
- Седлак Эрнест Станиславович
- Слободятник Фёдор Степанович
- Коробкин Михаил Егоров
- Гаврилов Александр Иванович
- Новиков Егор Семёнов
- Щеблевский Григорий Петрович
- Журавлёв Фёдор Парамонов
- Метустин Степан Матвеевич
- Разсолов Фёдор Артемьев
- Кисилёв Андрей Деменьев
- Гуроль Николай Петрович
- Майестеров Соломон Моисеевич
- Данилов Иван Антонович
- Богусланов Сергей Константинов
- Саларев Пётр Фёдорович
- Тармаклак Пайфил Калиник.
- Зубов Дмитрий Фёдоров
- Беляков Евтихий Григорьев
- Смирнов Илья Петров
- Агеев Борис Степанов
- Овчинников Иван Алексеев
- Петролевич Иван Мартынович
- Кузнецов Александр Филиппов.
- Озеров Михаил Григорьев
- Раковский Егор Иосифович
- Гамбурцев Михаил Лаврентьев.
- Климович Сергей Фёдоров
- Хомутов Антон Васильев
- Пархоменко Кузьма Васильев
- Корогин Даниил Яковлевич
- Цаплюк Фёдор Иванов
- Пивоваров Пётр Андронов
- Парамонович Иван
- Охотников Дмитрий
- Цебрик Михаил Афанасьев
- Михайлов Петр Васильев
- Базалевич Даниил Семёнов
- Рязанцев Егор Иванович
- Салита Варвара Ивановна
- Петраков Семён петрович
- Непомнящий Илья Фёдорович
- Некрасов Роман Егоров
- Котэна Антон
- Макарова Евдокия Алексеевна
- Иссерс Моисей Абрамов
- Фуксов Марк Мееров
- Чапский Илья Максимов
- Цимбалюк Александр
- Почебут Иван
- Патрушев Павел
- Кузурман Егор
- Ялухин Николай
- Сендер Степан
- Янковский Вячеслав
- Малыхин Семён
- Дмитриев Петр
- Зуйко Петр
- Тарасов Афанасий
- Демененко Никита
- Курилло Борис

Каинская следственная комиссия. Город Каинск 20 июня 1918 года
— Газета «Барабинская степь» №33, суббота, 22 июня 1918 года
Также среди заключенных в Колчаковской тюрьме в г. Каинске упоминались: Александров-Бейлин, Ахмадзян, Байбаков, Баранов, В. Берман, К. Бочкарев, Валяев, Варлаков, Велеур, Вершинин, Л. Воздвиженский, Н. Воронов, Гараскин, Н. С. Дмитриев, Дулька, Елистратов, Ермаков Иван Григорьевич, Здвинский, П. Зонов, Иванов, Ионов, Ф. И. Карпунин, Кондратьев, Копейкин, Кривенко, И. Ларионов, Лысак, Макаров, Мануйленко, Н. И. Маслов, Михайлевич, Мороз, Мухлин, Н. Носков, Орлов, Печенкин, Г. А. Покровский, Посрединов, Пушкарев, Рубанович, Рылеев, Соколов, Стафиевский, [М. М.] Сурков, С. Суходолов, Хренов, Цуканов, А. Цымбалюк, Чебыкин, И. Чепкой, Чернов, Чёрный, Шиманович, В. И. Шкиль, Шмаков, Якобсон.

Список заключённых Каинской тюрьмы, бежавших 24 июня 1919 года. Политические:

- Маслов Никифор — убит
- Носков Николай — „
- Ульянцев Прокопий — задержан
- Шкиль Емельян — „
- Раковский Григорий — „
- Соколов Фёдор — „
- Дружинин Сергей — „
- Гаврилов Александр — „
- Беляков Евтихий — „
- Пишальников Виталий — не найден

Итого: убито — 2, задержано — 7, не найдено — 1.
— Газета «Барабинская степь» №162, Четверг, 3 июля 1919 года, 3-й год издания. — С. 2.

## Память

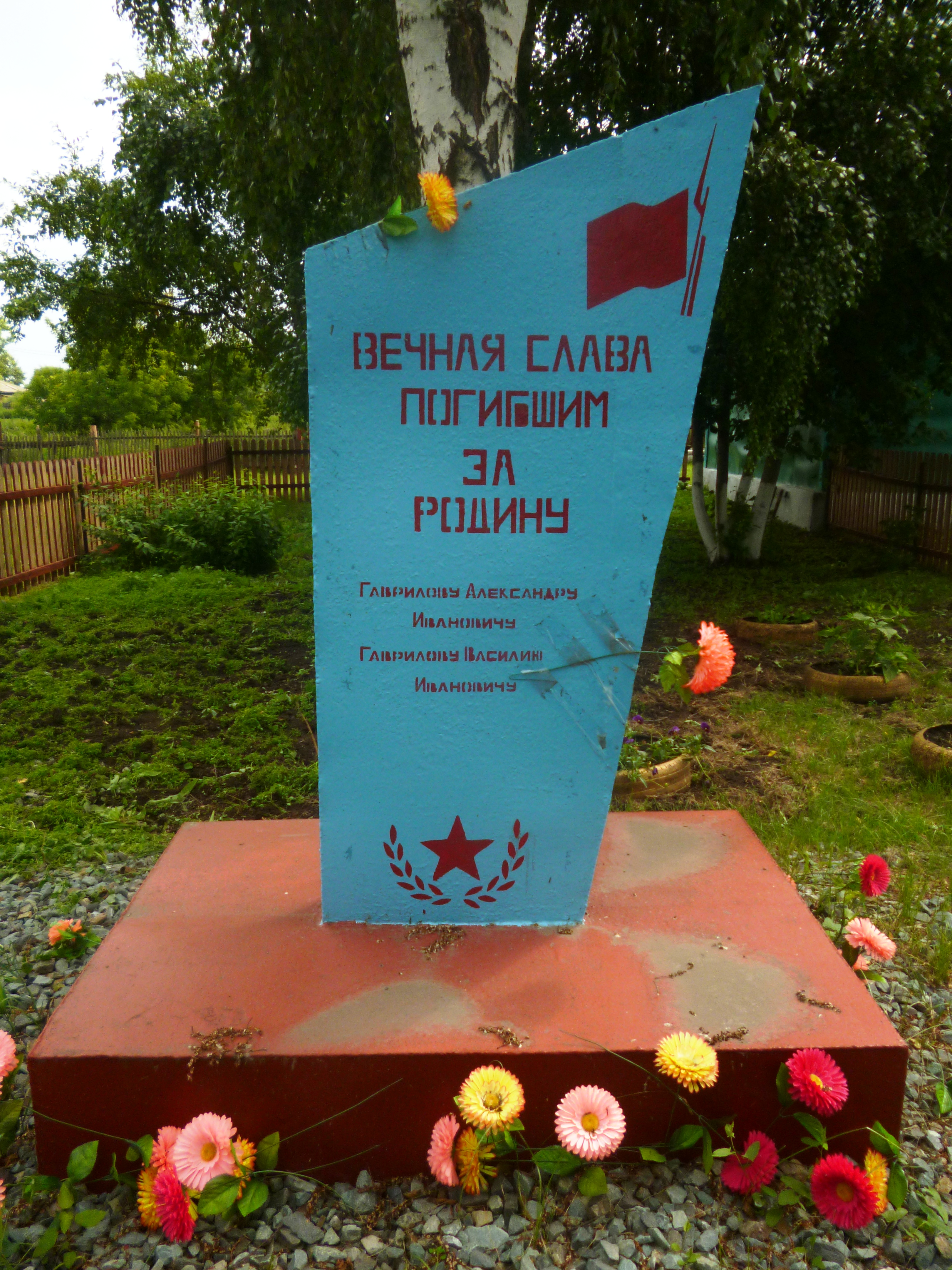
Новый памятник братьям Гавриловым в Новом Тартасе

На родине Александра и Василия Гавриловых установлен в 1953 году обелиск в саду 8(7)-летней школы д. Новый Тартас с надписью: «Гаврилов Александр Иванович Гаврилов Василий Иванович Красные партизаны зверски замучены колчаковцами в ноябре 1919 года». В 1979 году в связи с постройкой новой школы памятник был перенесен и перестроен. Находится в центре села.
Исполкомом Венгеровского района Совета депутатов Трудящихся на родине братьев Гавриловых, в селе Новый Тартас Венгеровского района принято решение назвать одну из улиц именем «Братьев Гавриловых».